# Lechtenburg
Die Lechtenburg war eine Niederungsburg südlich von Elsfleth im Landkreis Wesermarsch in Niedersachsen.
Die Ruine liegt am Ufer der Hunte gegenüber der Ollenmündung. 

## Geschichte
Um 1240 war Otto I. (Oldenburg) Burgherr.